# Viznea, Malîn
Viznea (în ucraineană Візня) este un sat în comuna Vorsivka din raionul Malîn, regiunea Jîtomîr, Ucraina.

## Demografie
Componența lingvistică a localității Viznea
     Ucraineană (97,46%)
     Rusă (2,54%)
Conform recensământului din 2001, majoritatea populației localității Viznea era vorbitoare de ucraineană (97,46%), existând în minoritate și vorbitori de rusă (2,54%).